# Coprosma decurva
Coprosma decurva är en måreväxtart som beskrevs av Heads. Coprosma decurva ingår i släktet Coprosma och familjen måreväxter. Inga underarter finns listade i Catalogue of Life.